# Sandalodes pumicatus
Sandalodes pumicatus là một loài nhện trong họ Salticidae.
Loài này thuộc chi Sandalodes. Sandalodes pumicatus được Tord Tamerlan Teodor Thorell miêu tả năm 1881.